# 12350 Feuchtwanger
12350 Feuchtwanger è un asteroide della fascia principale. Scoperto nel 1993, presenta un'orbita caratterizzata da un semiasse maggiore pari a 2,5465618 au e da un'eccentricità di 0,1604208, inclinata di 6,30254° rispetto all'eclittica.
L'asteroide è dedicato allo scrittore tedesco Lion Feuchtwanger.